# Luxemburg (hrabstwo Kewaunee)
Luxemburg – wieś w Stanach Zjednoczonych, w stanie Wisconsin, w hrabstwie Kewaunee.